# 칼라 헨리
칼라 헨리(Karla Henry, 1986년 5월 23일 ~ )는 필리핀의 미인 대회 우승자, 모델이다. 2008 미스 어스 우승자이다. 어린 시절에 가족들과 함께 캐나다로 이주한 경력이 있다.